# Deception Pass
Deception Pass je mořský průliv situovaný v severozápadní části státu Washington v USA. Odděluje od sebe Whidbeyho (na jihu) a Fidalgův ostrov (na severu) a tak spojuje Skagitský záliv, který je částí Pugetova zálivu, s úžinou Juana de Fucy. Náleží do vod Tichého oceánu.

## Historie
Oblast Deception Pass byla před příchodem evropských osadníků domovem indiánských kmenů patřících do skupiny Pobřežních Sališů. Prvními Evropany, kteří kdy toto místo navštívili, byli členové španělské expedice Manuela Quimpera na lodi Princesa Real (1790). Quimper dal úžině jméno Flonovo ústí (španělsky Boca de Flon), po plukovníkovi Manuelovi de Flon y Tejada, intendantovi (hospodářském správci) jedné z nižších správních jednotek v rámci Nového Španělska.
Španělské nároky na oblast však dlouho nevydržely. Již v květnu 1792 zakotvil britský mořeplavec George Vancouver s loděmi své expedice nedaleko jižního konce Whidbeyho ostrova. Odtamtud poslal navigátora Josepha Whidbeyho s částí posádky na člunech prozkoumat vody ležící na východ od ostrova (nyní známé jako Saratožský průliv). Whidbey doplul až na severní konec průlivu, odkud pokračoval na východ do vod Skagitského zálivu, který byl mělký a špatně se v něm dalo orientovat. Na jih k Vancouverovi se vrátil, aniž by našel průjezd, jelikož to vypadalo, že Skagitský záliv je uzavřený a že Whidbeyho a Fidalgův ostrov jsou jedním poloostrovem spojeným s pevninou. V červnu téhož roku expedice plula na sever podél západního břehu Whidbeyho ostrova. Tam Vancouver vyslal Whidbeyho k prozkoumání zátočin na východ od expedice, kde Whidbey našel velice úzký a temný průliv se skalami jak na jeho břehu, tak pod hladinou. Průliv vedl do Skagitského zálivu, čímž odděloval Whidbeyho ostrov od Fidalgova. Vancouver dospěl k názoru, že jej a Whidbeyho „ošálila“ klamavá úžina. Vancouver pak v expedičním deníku napsal, že právě nalezení průlivu podalo důkaz, že prozkoumávané pobřeží je skutečně ostrovem, a ten pojmenoval po objeviteli Josephu Whidbeym.
Ve vodách průlivu, jen kousek východně od dnešního mostu Deception Pass Bridge, se nachází ostrov Bena Ureho, který je znám pro svůj význam při pašování čínských dělníků do Spojených států. Pro Ureho a jeho partnera Lawrence Kellyho bylo pašování dělníků docela výnosné, což je nutilo schovávat se před americkými celními úřady. Ure v osmdesátých letech devatenáctého století vedl se svou indiánskou manželkou v průlivu vlastní byznys. Jeho žena měla vždy čekat na ostrově Strawberry Island, který je viditelný z otevřeného moře, a ohněm mu dát signál, že je bezpečné připlout s jeho ilegálním nákladem. Při přepravě byli čínští dělníci přivázaní k pytlům tak, že kdyby se k lodi blížili celníci, jen by je převrhl do vody. Přílivové proudy pak odnesly odhozené dělníky k souostroví svatého Jana.

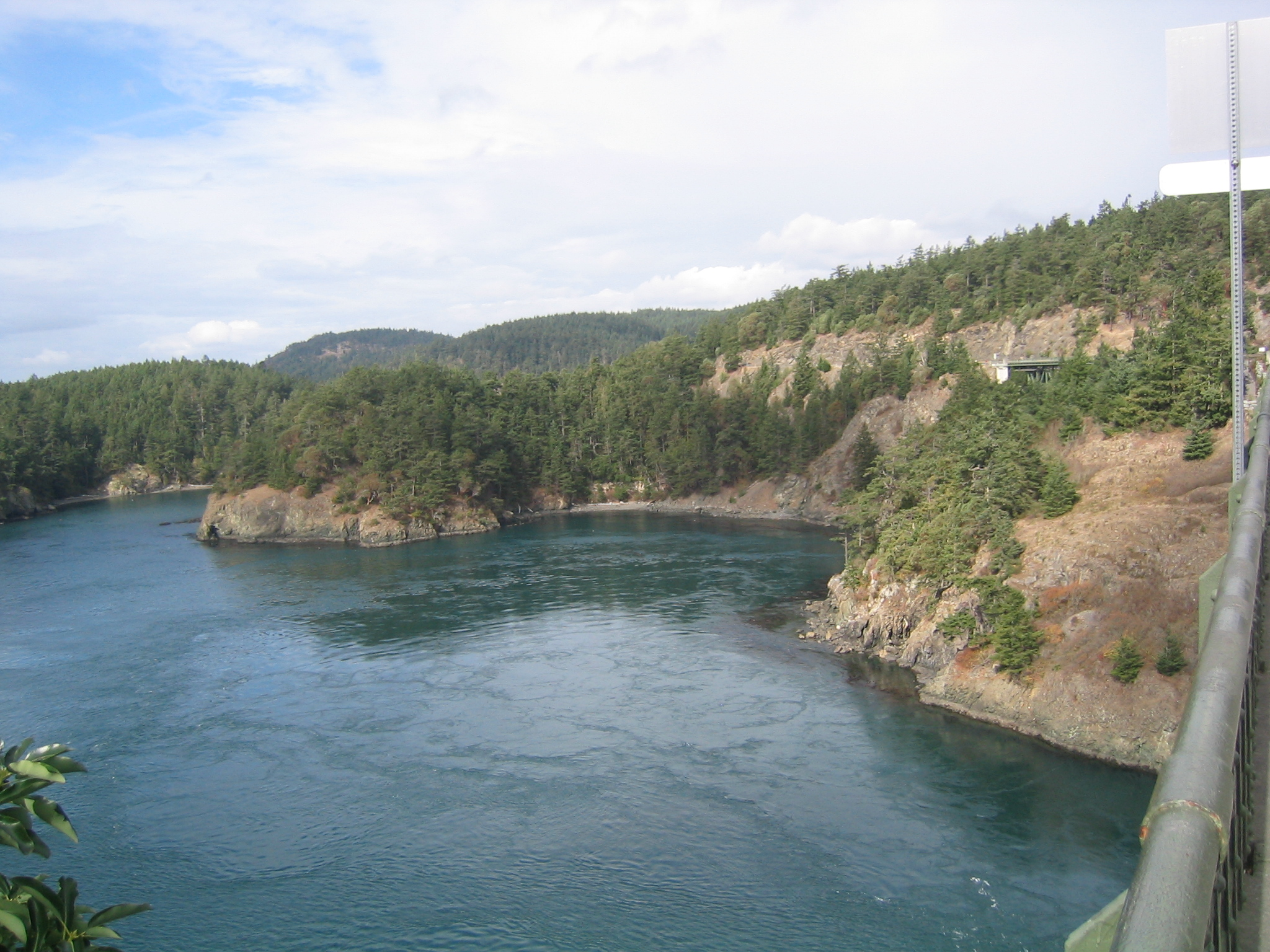
Pohled na průliv z mostu Deception Pass Bridge. Napravo je bývalý vězeňský kamenolom.

Mezi lety 1910 a 1914 byl na pobřeží průlivu na Fidalgově ostrově provozován vězeňský kamenolom. Nedaleké tábořiště ubytovalo zhruba 40 vězňů ze státní věznice ve Walla Walle a někteří z nich byli také odsouzení vrahové. Hlídači pozorovali vězně, kteří lámali kámen do štěrku a nakládali ho do člunů na úpatí útesu, který se vyvyšoval nad průlivem. Kámen byl pak odvezen čluny do přístavu v Seattlu. Tábor byl vyklizen v roce 1924, ale přestože byl kamenolom opuštěn, jeho základy na místě zůstaly. Místo je ale stále nebezpečné a za těch mnoho let se na něm už stalo několik smrtelných nehod těm, kteří se odvážili jít na strmé útesy.
Na konci července 1935 byl dokončen 297 metrů dlouhý most Deception Pass Bridge, který spojuje Whidbeyův ostrov s malým Průlivovým ostrovem a ten zase s Fidalgovým ostrovem. Před postavením mostu používali cestovatelé a obchodníci trajektovou přepravu.
Průliv je dramatickou mořskou krajinou, kde se přílivové proudy a vodní víry pohybují rychle. Při odlivu může rychlý proud vézt ke stojatým vlnám a velkým vírům. Tento fenomén může být spatřen z pěší stezky na mostě, která vede z parkoviště na Whidbeyho ostrově. Lodě musí obvykle čekat na každé straně, než se proud zastaví, nebo změní směr. Dobrodružství hledající kajakáři sem plují při přílivu, kdy mohou jezdit na velkých stojatých vlnách a čelit tak podmínkám třídy 2 nebo 3.

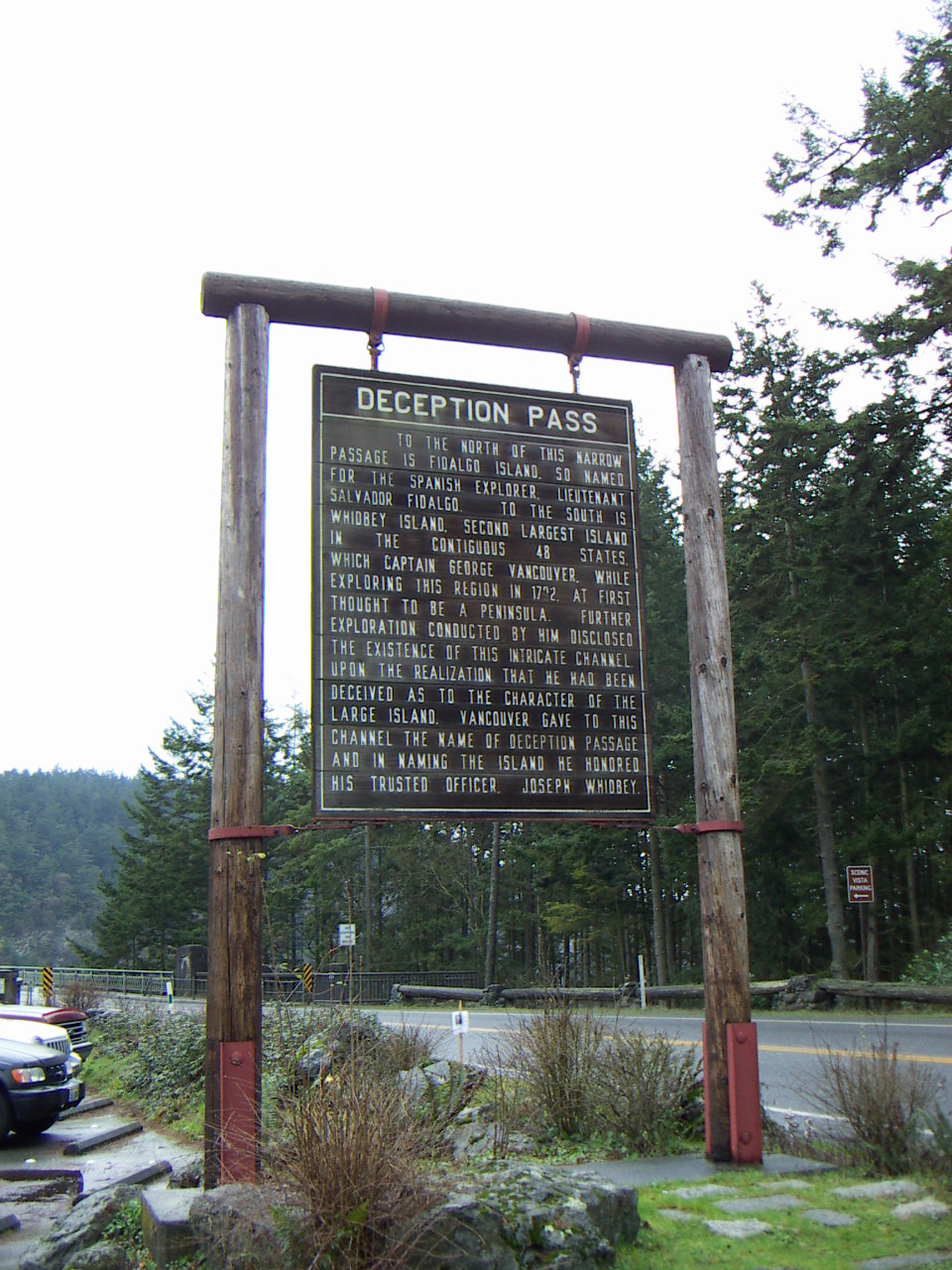
Cedule pojednávající o průlivu

## Státní park Deception Pass
Deception Pass je nyní obklopen stejnojmenným státním parkem, nejnavštěvovanějším parkem ve státě Washington s téměř dvěma miliony návštěvníků ročně. Park byl založen v roce 1922, kdy bylo původních 6,5 km² vojenských prostorů převedeno do správy washingtonských státních parků. Zázemí parku bylo hodně rozšířeno ve 30. letech minulého století, kdy ho Lidové konzervační jednotky vybavily silnicemi, stezkami a budovami. Nyní je státní park také známou destinací pro kajaky a výletní lodě.
V roce 1950 byla zpevněna cesta k West Beach, čímž se zpřístupnily nádherné výhledy na oceánské pláže vozidlům s turisty. Dřívější rybí sádka v Bowmanově zálivu byla v 70. letech také částí parku. V roce 1997 byl zavřen starý vjezd do parku a nový byl vytvořen na křižovatce Washington State Route 20 a Cornet Bay Road, čímž se zlepšil přístup k parku.
Park poskytuje velkou škálu rekreačních možností. Nachází se zde tři tábořiště. To největší se jmenuje Brusinkové, které obsahuje 235 míst na břehu Brusinkového jezera a na severní pláži. Mnoho z ubytovacích míst se nachází v pralese. Kamenolomové tábořiště obsahuje 61 míst východně od State Route 20 a slouží jako zimní tábořiště. Na druhé straně mostu, na pobřeží Bowmanova zálivu, se nachází Bowmanovo tábořiště, které obsahuje 20 míst, z nichž pouze dvě jsou vybavena elektřinou a vodou. Všechna tábořiště se dají zarezervovat, takže se už brzy v létě stává, že jsou až do konce sezony vyprodaná. Doporučuje se rezervovat si místo několik měsíců dopředu.
Pěší turistika v parku patří mezi pěkné zážitky, přestože zde není velké množství turistických stezek. Oblíbenou je stezka na Husí skálu, která poskytuje výhled na většinu parku, na Lighthouse Point, odkud je dobře vidět průliv a most, stezka písečnými dunami na West Beach a k Rosariovu mysu. Mezi další, méně známé stezky patří stezka k jezeru Pass Lake nebo komplex stezek u Hoypusova mysu. Kola a koně jsou povoleny pouze na některých trasách, například na stezkách na Husí skálu a k Hoypusovu mysu ne.
Oblíbenými místy k turistickému průzkumu jsou zdejší pláže. Nejpopulárnější je West Beach, jejíž parkoviště je často zaplněno až 200 vozidly. North Beach nabízí kilometry divoké pláže s výhledem na most a Bowmanův záliv má tichou pláž, kterou si oblíbily děti pro zdejší hřiště. Nejdivočejší pláží je Rosariova, na které se nacházejí i odlivové louže, které přetíná turistická stezka. Dobrovolníci zde vzdělávají veřejnost o rostlinách a zvířatech žijících v loužích a od té doby, co je život v těchto loužích respektován návštěvníky, se zde opět objevil jejich rozkvět.
Útulek na Cornetově zálivu má ubytovací místo pro 180 lidí, rekreační halu a jídelnu s kuchyní. Cornetův záliv má vytíženou loděnici s šesti lodními rampami, kotvištěm a velkým parkovištěm. Také je zde populární sbírání krabů a rybolov.
Bowmanův záliv obsahuje vzdělávací centrum, které vypráví příběh Lidových konzervačních jednotek ve státě Washington, nedaleko kterého se nachází pomník příslušníků organizace, jediný ve státě Washington.
Jezero Pass Lake, jenž se nachází na sever od mostu, je vyhrazeno pro muškaření. Rybářským jezerem je také Brusinkové, které je bohaté na pstruhy. Slaná voda okolo ostrovů je bohatá na lososy, kraby, krevety a další mořské plody, včetně hřebeníků velkých Sezónně se dají lososi chytit přímo z pláže.
Na West Beach je sezónně dostupné občerstvení a půjčovna kanoí a šlapadel. Na pobřeží Bowmanova zálivu je půjčovna kajaků s výletními plavbami. Společnost Deception Pass Tours nabízí výlety lodí do průlivu každou hodinu z Cornetova zálivu, avšak pouze v sezóně.
Most je pravděpodobně největší atrakcí celého parku. Nachází se 55 metrů nad hladinou průlivu a na každé straně má chodník. Parkoviště se nachází na jih i na sever od mostu a rovněž u jezera Pass Lake.
Částí parku je rovněž deset ostrovů, a tedy Severozápadní ostrov, Klamný ostrov, Průlivový ostrov, Jahodový ostrov, ostrov Bena Ureho, Kiketský ostrov, Skagitský ostrov, ostrov Naděje, Malý ostrov mrtvého muže a Velký ostrov mrtvého muže. Na ostrově Bena Ureho se nachází chata k pronájmu, jediný přístup ale představuje individuální lodní doprava.

## Zajímavost
Průliv zanechal malou stopu i v populární kultuře: seattleská grungeová kapela Mudhoney na svém albu Five Dollar Bob's Mock Cooter Stew (1993) pojmenovala jednu píseň Deception Pass.